# Nightcrawlers
Die Nightcrawlers waren ein britisches House-Musikprojekt des Produzenten, DJs und Sängers John Robinson Reid (* 6. September 1963 in Glasgow; † 15. Juni 2025) zusammen mit Hugh Jude Brankin, Ross Campbell und Graham McMillan Wilson.

## Karriere
John Reid bildete in den späten 1980er Jahren zusammen mit Roy Hay, ehemals bei Culture Club, das Duo This Way Up, bevor er als Songwriter für Bad Boys Inc. und Eternal tätig war. Sein Dance-Projekt Nightcrawlers gründete er Anfang der 1990er Jahre. Der Durchbruch kam 1993 mit dem zweiten Song Push the Feeling On, der Platz 80 der Billboard Hot 100 belegte und 15 Wochen in den Charts blieb. In den UK Singles Charts kam die ursprüngliche Version nur auf Platz 22. Der große Erfolg kam dort erst zwei Jahre darauf mit den MK Mixes for ’95 von Marc Kinchen, die in Großbritannien bis auf Position 3 stiegen und sich europaweit in den Top Ten platzieren konnten. Von da an firmierten sie als Nightcrawlers featuring John Reid. Die Nachfolgesingle Surrender Your Love konnte an den Erfolg anknüpfen und brachte weitere Hitparadenplatzierungen, unter anderem war es der zweite Top-Ten-Hit in UK. Danach ließ aber das internationale Interesse nach und weitere Top-40-Hits wie Don’t Let the Feeling Go, Let’s Push It, Should I Ever (Fall in Love) und Keep On Pushing Our Love, eine Zusammenarbeit mit Sängerin Alysha Warren, beschränkten sich vorwiegend auf ihre Heimat.
Danach wurde es ruhig um die Nightcrawlers, die nur 1999 noch einmal mit Never Knew Love in die Charts zurückkehrten. Der Dance-Klassiker Push the Feeling On kam 2003 noch einmal in einem neuen Remix sowie 2012 in einer Neuaufnahme der Glamrock Brothers mit den Sunloverz in die deutschen Singlecharts. Ein Mix von Rosabel & JCA brachte das Lied 2004 auf Platz 1 der Dance/Club-Play-Songs-Charts in den USA. Ein Comebackversuch der Nightcrawlers 2011 mit der Single Cryin’ over You unterstützt von Taio Cruz blieb erfolglos.
Sehr erfolgreich hingegen war der nächste Versuch 2021 mit der Single Friday, unterstützt von Riton, welche ein Sample von Push the Feeling On beinhaltet. Der Titel erreichte Platz 4 der britischen Charts und wurde damit die erste Top-10-Platzierung seit Surrender Your Love 25 Jahre davor.
Musikalisch beeinflusst wurden die Nightcrawlers durch Bands wie Latin Head Hunters, C+C Music Factory, Bobby Orlando und Man Parrish.

## Diskografie

### Studioalben
| Jahr | Titel Musiklabel                               | Höchstplatzierung, Gesamtwochen, AuszeichnungChartplatzierungen (Jahr, Titel, Musiklabel, Platzierungen, Wochen, Auszeichnungen, Anmerkungen) | Höchstplatzierung, Gesamtwochen, AuszeichnungChartplatzierungen (Jahr, Titel, Musiklabel, Platzierungen, Wochen, Auszeichnungen, Anmerkungen) | Anmerkungen                                              |
| Jahr | Titel Musiklabel                               | CH | UK | Anmerkungen                                              |
| ---- | ---------------------------------------------- | --- | --- | -------------------------------------------------------- |
| 1996 | Let’s Push It Final Vinyl, Arista Records, BMG | CH37 (3 Wo.)CH | UK14 (5 Wo.)UK | Erstveröffentlichung: 25. September 1996 feat. John Reid |

### Remixalben
- 1996: The 12" Mixes (Final Vinyl, Arista Records)

### Singles
| Jahr | Titel Album                                          | Höchstplatzierung, Gesamtwochen, AuszeichnungChartplatzierungen (Jahr, Titel, Album, Platzierungen, Wochen, Auszeichnungen, Anmerkungen) | Höchstplatzierung, Gesamtwochen, AuszeichnungChartplatzierungen (Jahr, Titel, Album, Platzierungen, Wochen, Auszeichnungen, Anmerkungen) | Höchstplatzierung, Gesamtwochen, AuszeichnungChartplatzierungen (Jahr, Titel, Album, Platzierungen, Wochen, Auszeichnungen, Anmerkungen) | Höchstplatzierung, Gesamtwochen, AuszeichnungChartplatzierungen (Jahr, Titel, Album, Platzierungen, Wochen, Auszeichnungen, Anmerkungen) | Höchstplatzierung, Gesamtwochen, AuszeichnungChartplatzierungen (Jahr, Titel, Album, Platzierungen, Wochen, Auszeichnungen, Anmerkungen) | Anmerkungen                                                                             |
| Jahr | Titel Album                                          | DE | AT | CH | UK | US | Anmerkungen                                                                             |
| ---- | ---------------------------------------------------- | --- | --- | --- | --- | --- | --------------------------------------------------------------------------------------- |
| 1993 | Push the Feeling On –                                | — | — | — | UK22 (5 Wo.)UK | US80 (15 Wo.)US | Erstveröffentlichung: 1993                                                              |
| 1995 | Push the Feeling On (MK Mixes for ’95) Let’s Push It | DE6 (21 Wo.)DE | AT7 (24 Wo.)AT | CH15 (12 Wo.)CH | UK3 Platin · (17 Wo.)UK | — | Erstveröffentlichung: 1995 feat. John Reid                                              |
| 1995 | Surrender Your Love Let’s Push It                    | DE27 (17 Wo.)DE | AT17 (12 Wo.)AT | CH20 (14 Wo.)CH | UK7 (7 Wo.)UK | — | Erstveröffentlichung: 1995 feat. John Reid                                              |
| 1995 | Don’t Let the Feeling Go Let’s Push It               | — | — | CH25 (4 Wo.)CH | UK13 (4 Wo.)UK | — | Erstveröffentlichung: 1995 feat. John Reid                                              |
| 1996 | Let’s Push It                                        | — | — | — | UK23 (4 Wo.)UK | — | Erstveröffentlichung: 1996 feat. John Reid                                              |
| 1996 | Should I Ever (Fall in Love) Let’s Push It           | DE78 (9 Wo.)DE | — | — | UK34 (2 Wo.)UK | — | Erstveröffentlichung: 1996 feat. John Reid                                              |
| 1996 | Keep On Pushing Our Love –                           | — | — | — | UK30 (2 Wo.)UK | — | Erstveröffentlichung: 1996 feat. John Reid & Alysha Warren                              |
| 1999 | Never Knew Love –                                    | — | — | — | UK59 (1 Wo.)UK | — | Erstveröffentlichung: 1999                                                              |
| 2003 | Push the Feeling On 2003 –                           | DE64 (5 Wo.)DE | — | — | — | — | Erstveröffentlichung: 1. Januar 2003                                                    |
| 2012 | Push the Feeling On 2k12 –                           | DE100 (1 Wo.)DE | — | CH57 (2 Wo.)CH | — | — | Erstveröffentlichung: 31. August 2012 Glamrock Brothers & Sunloverz feat. Nightcrawlers |
| 2021 | Friday (Dopamine Re-Edit) –                          | DE3 ×3Dreifachgold · (70 Wo.)DE | AT6 ×3Dreifachplatin · (57 Wo.)AT | CH2 ×2Doppelplatin · (64 Wo.)CH | UK4 ×2Doppelplatin · (37 Wo.)UK | US— GoldUS | Erstveröffentlichung: 15. Januar 2021 mit Riton feat. Mufasa & Hypeman                  |

Weitere Singles
- 1992: Living Inside a Dream
- 1993: Whenever You Need Someone (mit Nymphomania)
- 1993: Push the Feeling On / I Want Your Body
- 2011: Cryin’ Over You (feat. Taio Cruz)